# Bliškovo
Bliškovo este un sat din comuna Bijelo Polje, Muntenegru. Conform datelor de la recensământul din 2003, localitatea are 249 de locuitori (la recensământul din 1991 erau 274 de locuitori).

## Demografie
În satul Bliškovo locuiesc 199 de persoane adulte, iar vârsta medie a populației este de 40,9 de ani (38,5 la bărbați și 43,4 la femei). În localitate sunt 78 de gospodării, iar numărul mediu de membri în gospodărie este de 3,19.
Această localitate este populată majoritar de sârbi (conform recensământului din 2003).
|  |

| Demografie | Demografie | Demografie |
| An         | Locuitori  | Locuitori  |
| ---------- | ---------- | ---------- |
|            |            |            |
|            |            |            |
|            |            |            |
|            |            |            |
| 1948       | 421        |            |
| 1953       | 539        |            |
| 1961       | 519        |            |
| 1971       | 480        |            |
| 1981       | 342        |            |
| 1991       | 274        | 274        |
| 2003       | 249        | 249        |

| \| Componența etnică conform recensământului din 2003[2] \| Componența etnică conform recensământului din 2003[2] \| Componența etnică conform recensământului din 2003[2] \| Componența etnică conform recensământului din 2003[2] \| Componența etnică conform recensământului din 2003[2] \| \| ----------------------------------------------------- \| ----------------------------------------------------- \| ----------------------------------------------------- \| ----------------------------------------------------- \| ----------------------------------------------------- \| \| \| \| \| \| \| \| Sârbi \| Sârbi \| \| 190 \| 76,3% \| \| Muntenegreni \| Muntenegreni \| \| 58 \| 23,29% \| \| necunoscută \| necunoscută \| \| 0 \| 0% \| |              |  |     |        |
| Componența etnică conform recensământului din 2003 |              |  |     |        |
| |              |  |     |        |
| Sârbi | Sârbi        |  | 190 | 76,3%  |
| Muntenegreni | Muntenegreni |  | 58  | 23,29% |
| necunoscută | necunoscută  |  | 0   | 0%     |